# Главные архитекторы Вильнюса
Списки отражают срок пребывания в должности главного архитектора, а также основные достижения архитекторов за время их пребывания в должности. Списки не полные.

## Губернские инженеры
| Имя                        | Фотография | Годы жизни | Период работы            | Заметки |
| -------------------------- | ---------- | ---------- | ------------------------ | ------- |
| Иван Иванович Левицкий     |            |            | 6 июля 1872-1884 гг.     |         |
| Михаил Васильевич Айвазов  |            |            | 1886-1895 гг.            |         |
| Михаил Михайлович Прозаров |            |            | 15 октября 1901-1906 гг. |         |
| Алексей Николаевич Сонин   |            |            | 1907-1915 гг.            |         |

## Губернские архитекторы
В список входят архитекторы, занимавшие должность губернского архитектора.
| Имя                          | Фотография | Годы жизни | Период работы             | Заметки |
| ---------------------------- | ---------- | ---------- | ------------------------- | ------- |
| Кароль Шильдхаус             |            |            | 1803-1808 гг.             |         |
| Пусье Жозеф                  |            |            | 1808-1821 гг.             |         |
| Афанасий Иванович Ранвид     |            |            | 13 октября 1844-1864 гг.  |         |
| Кароль Грегатович            |            |            | 1830-1844 гг.             |         |
| Николай Михайлович Чагин     |            |            | Октябрь 1864-1885 гг.     |         |
| Алексей Владимирович Полозав |            |            | 12 сентября 1885-1903 гг. |         |
| Алексей Николаевич Сонин     |            |            | 1905-1906 гг.             |         |
| Александр Шпаковский         |            |            | 1907 - 1915 гг.           |         |